# Bellone (traghetto)
Il Bellone è un traghetto appartenente alla compagnia di navigazione Ever Eco Fast Ferries.

## Servizio
Varato il 28 settembre 1995 nei cantieri navale Rodriquez di Pietra Ligure con il nome di Corsica Express alla presenza di Pascal Lota e consegnato nel novembre successivo alla Corsica Ferries, prende servizio il 12 novembre nei collegamenti tra Genova, Livorno, Calvi e L'Île Rousse.
Nel 1996, con l'entrata in servizio del gemello Corsica Express II, viene noleggiato alla venezuelana Conferrys ed impiegato per circa un anno nei collegamenti tra Puerto La Cruz e Punta de Piedras.
Terminato il noleggio, nel giugno del 1997 viene trasferito alla Sardinia Ferries e, ribattezzato Sardinia Express, prende servizio nei collegamenti tra Civitavecchia, Golfo Aranci e Livorno.
Negli anni, viene impiegato saltuariamente anche nei collegamenti tra Piombino e lo scalo sardo.
Nell'estate del 2003 torna in servizio nei collegamenti tra Vado Ligure, Nizza e Bastia. Nel 2004 viene trasferito di nuovo nelle rotte per Golfo Aranci.
La sera del 31 luglio 2007 subisce un'avaria ad uno dei quattro motori, costringendo la compagnia ad annullare la partenza della mattina seguente da Livorno per Golfo Aranci, creando disagi a circa 500 passeggeri. Tuttavia, alle 18 il guasto viene risolto ed il traghetto salpa per la Sardegna.
Alle 2:30 circa dell'8 agosto 2007, durante la navigazione da Golfo Aranci a Piombino a 8 miglia dalla costa corsa con a bordo 209 passeggeri e 20 membri dell'equipaggio, prende fuoco un motore del traghetto. Tuttavia, il personale di bordo ha attivato l’impianto di anidride carbonica per soffocare le fiamme e ha sigillato la sala macchine con le porte tagliafuoco, limitando la propagazione dell'incendio.
Alle sei del mattino viene raggiunto dal Mega Express Three, in navigazione da Livorno a Golfo Aranci al momento dell'incidente, e, agganciato da quest'ultimo con non poche difficoltà a causa del forte vento, viene trainato verso Bastia fino all'arrivo del rimorchiatore corso Reable, giunto sul posto da Bonifacio, e del rimorchiatore d'altura Abeille Flandre, giunto anch'esso in assistenza del traghetto.
Grazie al rapido intervento dell'equipaggio e dei soccorsi, non si registrarono feriti e l'incendio fu spento nel primo pomeriggio.
Successivamente, i 209 passeggeri presenti a bordo al momento dell'incidente vengono sbarcati e trasferiti a Livorno a bordo del Corsica Marina Seconda.       Successivamente, torna regolarmente in servizio fino al termine della stagione, quando viene disarmato a Vado Ligure e messo in vendita.

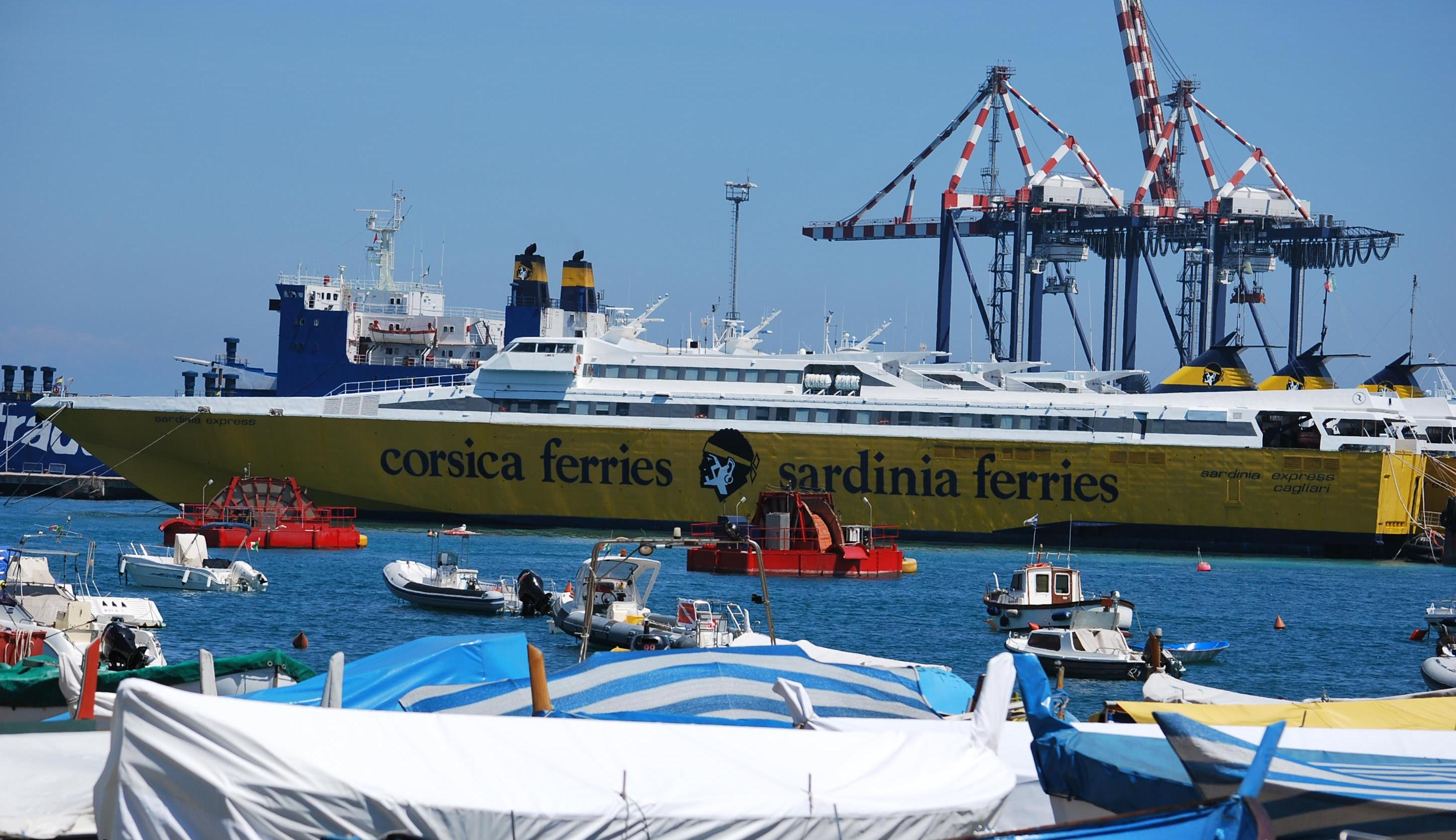
Il Sardinia Express in disarmo a Vado Ligure nel 2011 insieme al Corsica Express Seconda e al Corsica Express Three.

Nel settembre del 2012, dopo cinque anni di disarmo, viene venduto alla coreana Hyangil Shipping e il 12 settembre salpa da Vado Ligure per la Yeosu, dove giunge il 24 settembre.
Ribattezzato Tamnara, prende servizio nel febbraio del 2013 nei collegamenti tra Goheung e Seogwipo.
Nel marzo del 2013 viene ribattezzato Araqueens e trasferito nei collegamenti tra Pohang e Ulleungdo.
Il 20 luglio 2013, durante la navigazione verso Pohang, scoppia un incendio nella sala macchine del traghetto, prontamente evacuato dall'equipaggio. Tuttavia, un pompiere rimane ferito a causa della confusione generale.
Riparato, torna regolarmente in servizio nell'aprile del 2014.
Nel giugno del 2014 viene sequestrato a Pohang dalle autorità coreane a causa del mancato pagamento da parte dell'armatore delle spese di riparazione, pari a 1 445 350 000 won.
Il 6 giugno viene messo all'asta dalle autorità coreane per 12 618 184 000 won.
L'8 giugno il prezzo di vendita viene abbassato a 8 828 319 000 won, pari al 70% del valore stimato del traghetto al momento dell'asta.
Nel febbraio del 2016 viene venduto alla Golf & Resort ed il 3 marzo salpa da Pohang per Busan, dove, una volta giunto, viene ribattezzato Blue Tsushima.
Nel 2017 prende servizio nei collegamenti tra Busan e Tsushima sotto le insegne della Tsushima High Speed Ferry.
Nell'agosto del 2019, in seguito al calo del traffico passeggeri a causa della guerra commerciale tra Giappone e Corea del Sud, viene disarmato a Busan e messo in vendita.
Nel febbraio del 2021, dopo quasi 2 anni di disarmo, viene venduto alla società panamense S & J Line Sa, dalla quale viene ribattezzato New Mikasa. Tuttavia, a marzo viene di nuovo venduto alla giapponese Iki Kaihatsu KK e prende servizio nella primavera dello stesso anno nei collegamenti tra Imari ed Iki.
Nel dicembre del 2023 viene di nuovo disarmato a Busan e messo in vendita.
Nel 2024 viene venduto alla papuana Ever Eco Fast Ferries e, ribattezzato Bellone, viene trasferito a Port Louis, dove si trova tutt'oggi in disarmo.

## Navi gemelle
- Paros Jet (ex Corsica Express Seconda)
- Corsica Express Three